# Тисменицький район
Ти́сменицький райо́н — колишній район України у центрі Івано-Франківської області. Населення становить 83 186 осіб (на 1 серпня 2013). Площа району 731 км². Утворено Указом Президії Верховної Ради УРСР 11 березня 1982 року з Івано-Франківського району шляхом перенесення районного центру з села Угорники Івано-Франківської міської ради до м. Тисмениця. Свого роду «анклавом» на території району було м. Івано-Франківськ.

## Географія

### Розташування
Тисмениччина межує із Галицьким районом на півночі, Коломийським на сході, Богородчанським на південному заході та Калуським на північному заході. На північному сході є невелика смуга межі з Тернопільською областю. Свого роду «анклавом» на території району є м. Івано-Франківськ.
Район розміщений у межах південно-західної околиці Східно-Європейської платформи (Волино-Подільське плато). Територія між річкою Бистриця і річкою Дністер в районі Тлумача має назву Придністровське Поділля.
Розміщений район у самому центрі Івано-Франківщини, менше як за 150 кілометрів від географічного центру Європи.

### Клімат
Клімат району помірно континентальний. Середні температури липня +180С, січня −50С. Середня річна кількість опадів 600—800 мм. Сніговий покрив нестійкий (40 — 78 днів).

### Ландшафт
Рельєф горбистий, порізаний глибокими долинами річок. Найвища точка знаходиться на висоті 435 метри над рівнем моря.
На території району чергуються луги і широколистяні ліси, що мають в основному два яруси. В першому ярусі зустрічається ясен, явір, клен польовий, у другому — дуб, граб, бук, липа, береза, черемха, черешня.

## Історія
Тисменицький район утворений 17 січня 1940 р. з міста Тисмениця і сільських ґмін Марківці і Рошнів Тлумацького повіту. Указом Президії Верховної Ради УРСР 23 жовтня 1940 р. Клубівська сільська рада передана з Тлумацького району до Тисменицького.
За даними облуправління МГБ у 1949 р. у Тисменицькому районі підпілля ОУН найактивнішим було в селах Вільшаниця, Милування і Пшеничники.
11 березня 1959 р. до Тисменицького району приєднана частина ліквідованого Станіславського. 30 грудня 1960 р. район приєднаний до Богородчанського району. В сучасному територіальному значенні був утворений указом Президії Верховної Ради УРСР 6 грудня 1966 року (у склад включені Лисецька селищна рада і ряд сільських рад Богородчанського і Тлумацького районів), район до 1984 року мав назву Івано-Франківський. Рішенням облвиконкому від 14 січня 1972 р. Жовтневу селищну раду передано до складу Івано-Франківського району.
Проте, територія Тисменицького району заселена з давніх часів. Про це свідчать пізньопалеолітичні стоянки, виявлені біля сіл Довге та Стриганці, поселення трипільської культури поблизу села Хом'яківка, кургани XV-ХІІ ст. до н. е. доби пізньої бронзи біля села Братківці.
Перші згадки про місто Тисменицю датовані 1143 роком в Іпатіївському літописі. Найдавніші поселення району — Драгомирчани (1378 р.), Черніїв (1387 р.), Братківці (1427 р.), Старі Кривотули (1436 р.), Угринів (1440 р.), Марківці (1461 р.).
25 травня 2014 року відбулися Президентські вибори України. У межах Тисменицького району було створено 60 виборчих дільниць. Явка на виборах складала — 77,92 % (проголосували 52 311 із 67 132 виборців). Найбільшу кількість голосів отримав Петро Порошенко — 68,14 % (35 645 виборців); Юлія Тимошенко — 17,92 % (9 375 виборців), Олег Ляшко — 6,59 % (3 449 виборців), Анатолій Гриценко — 2,71 % (1 416 виборців). Решта кандидатів набрали меншу кількість голосів. Кількість недійсних або зіпсованих бюлетенів — 0,56 %.

## Адміністративний устрій
Адміністративно-територіально район поділявся на 1 міську раду, 2 селишні ради та 41 сільська рада, які об'єднують 51 населений пункт і підпорядковані Тисменицькій районній раді. Адміністративний центр — місто Тисмениця.

## Населення
Розподіл населення за віком та статтю (2001):
| Стать | Всього | До 15 років | 15-24 | 25-44  | 45-64 | 65-85 | Понад 85 |
| --- | ------ | ----------- | ----- | ------ | ----- | ----- | -------- |
| Чоловіки | 40 164 | 8396        | 6507  | 12 623 | 8256  | 4229  | 153      |
| Жінки | 45 236 | 7993        | 6554  | 12 624 | 9658  | 7915  | 492      |
| \| Статево-вікова піраміда \| Статево-вікова піраміда \| Статево-вікова піраміда \| \| ----------------------- \| ----------------------- \| ----------------------- \| \| Чоловіки \| Вік \| Жінки \| \| 153 \| 85 + \| 492 \| \| 278 \| 80-84 \| 886 \| \| 711 \| 75-79 \| 1778 \| \| 1525 \| 70-74 \| 2581 \| \| 1715 \| 65-69 \| 2670 \| \| 1657 \| 60-64 \| 2472 \| \| 1553 \| 55-59 \| 1886 \| \| 2240 \| 50-54 \| 2353 \| \| 2806 \| 45-49 \| 2947 \| \| 3630 \| 40-44 \| 3702 \| \| 3077 \| 35-39 \| 3082 \| \| 2911 \| 30-34 \| 2870 \| \| 3005 \| 25-29 \| 2970 \| \| 3237 \| 20-24 \| 3150 \| \| 3270 \| 15-20 \| 3404 \| \| 3447 \| 10-14 \| 3227 \| \| 2712 \| 5-9 \| 2706 \| \| 2237 \| 0-4 \| 2060 \| |        |             |       |        |       |       |          |
| Статево-вікова піраміда |        |             |       |        |       |       |          |
| Чоловіки | Вік    | Жінки       |       |        |       |       |          |
| 153 | 85 +   | 492         |       |        |       |       |          |
| 278 | 80-84  | 886         |       |        |       |       |          |
| 711 | 75-79  | 1778        |       |        |       |       |          |
| 1525 | 70-74  | 2581        |       |        |       |       |          |
| 1715 | 65-69  | 2670        |       |        |       |       |          |
| 1657 | 60-64  | 2472        |       |        |       |       |          |
| 1553 | 55-59  | 1886        |       |        |       |       |          |
| 2240 | 50-54  | 2353        |       |        |       |       |          |
| 2806 | 45-49  | 2947        |       |        |       |       |          |
| 3630 | 40-44  | 3702        |       |        |       |       |          |
| 3077 | 35-39  | 3082        |       |        |       |       |          |
| 2911 | 30-34  | 2870        |       |        |       |       |          |
| 3005 | 25-29  | 2970        |       |        |       |       |          |
| 3237 | 20-24  | 3150        |       |        |       |       |          |
| 3270 | 15-20  | 3404        |       |        |       |       |          |
| 3447 | 10-14  | 3227        |       |        |       |       |          |
| 2712 | 5-9    | 2706        |       |        |       |       |          |
| 2237 | 0-4    | 2060        |       |        |       |       |          |

Національний склад населення за даними перепису 2001 року:
| Національність | Кількість осіб | Відсоток |
| -------------- | -------------- | -------- |
| українці       | 84829          | 99,33 %  |
| росіяни        | 363            | 0,43 %   |
| поляки         | 42             | 0,05 %   |
| білоруси       | 34             | 0,04 %   |
| вірмени        | 22             | 0,03 %   |
| інші           | 110            | 0,13 %   |

Мовний склад населення за даними перепису 2001 року:
| Мова       | Кількість осіб | Відсоток |
| ---------- | -------------- | -------- |
| українська | 84978          | 99,51 %  |
| російська  | 319            | 0,37 %   |
| вірменська | 18             | 0,02 %   |
| білоруська | 17             | 0,02 %   |
| молдовська | 14             | 0,02 %   |
| інші       | 54             | 0,06 %   |

Населення району сконцентроване в місті Тисмениця, двох селищах міського типу Єзупіль та Лисець, і в 48-ми селах які об'єднані в 41 сільську раду.

### Кількість населення
За даними Головного управління статистики, станом на 1 січня 2010 на території Тисменицького району проживало 83,2 тис. осіб, з них — міського населення — 15,6 тис. осіб.
Найбільші населені пункти:
- Місто Тисмениця приблизно 9,3 тис. осіб
- Селище міського типу Єзупіль приблизно 2,8 тис. осіб
- Селище міського типу Лисець приблизно 2,9 тис. осіб

| Населений пункт | Рада                          | Населення |
| --------------- | ----------------------------- | --------- |
| Березівка       | Березівська сільська рада     | 1364      |
| Братківці       | Братковецька сільська рада    | 2362      |
| Вільшаниця      | Вільшаницька сільська рада    | 1752      |
| Довге           | Довгівська сільська рада      | 779       |
| Драгомирчани    | Драгомирчанська сільська рада | 1627      |
| Єзупіль         | Єзупільська селищна рада      | 3026      |
| Загвіздя        | Загвіздянська сільська рада   | 3684      |
| Клубівці        | Клубовецька сільська рада     | 1786      |
| Клузів          | Клузівська сільська рада      | 523       |
| Лисець          | Лисецька селищна рада         | 2749      |
| Майдан          | Майданська сільська рада      | 1117      |
| Марківці        | Марковецька сільська рада     | 1044      |
| Милування       | Милуванська сільська рада     | 1135      |
| Павлівка        | Павлівська сільська рада      | 2245      |
| Підлісся        | Підліська сільська рада       | 2368      |
| Підлужжя        | Підлузька сільська рада       | 1748      |
| Підпечери       | Підпечерівська сільська рада  | 2568      |
| Побережжя       | Поберезька сільська рада      | 1938      |
| Погоня          | Пшеничниківська сільська рада | 235       |
| Пшеничники      | Пшеничниківська сільська рада | 1230      |
| Радча           | Радчанська сільська рада      | 3062      |
| Рошнів          | Рошнівська сільська рада      | 929       |
| Старий Лисець   | Старолисецька сільська рада   | 3795      |
| Стриганці       | Стриганецька сільська рада    | 972       |
| Тисмениця       | Тисменицька міська рада       | 9600      |
| Тязів           | Тязівська сільська рада       | 1234      |
| Угринів         | Угринівська сільська рада     | 3227      |
| Хом'яківка      | Хом'яківська сільська рада    | 966       |
| Черніїв         | Черніївська сільська рада     | 3915      |
| Чукалівка       | Чукалівська сільська рада     | 1407      |
| Ямниця          | Ямницька сільська рада        | 3358      |

## Економіка

### Промисловість
Промисловий комплекс району представлений підприємствами добувної, переробної промисловості, виробництва та розподілення електроенергії, газу, тепла і води. Переробна промисловість включає різні галузі, а саме: хімічна, легка, металургійне виробництво, виробництво готових металевих виробів та іншої неметалевої мінеральної продукції, виробництво харчових продуктів. Станом на 01 січня 2010 року в районі діяло 358 підприємств, з них 37 промислових підприємств основного кола.
Найбільші підприємства району: ВАТ «Івано-Франківськцемент», ЗАТ «Падана Кемікал Компаундс», ВАТ «Шиноремонтний завод», ДП «Ямниця».

### Підприємництво
Станом на 01 січня 2010 року на території району працювало 321 мале підприємство та 3325 тис. фізичних осіб-підприємців.

### Агропромисловий комплекс
Провідне місце в економіці району займає сільське господарство. Хоча Тисменицький район має незначні площі земель сільськогосподарського призначення — 40,761 тис. га, з яких 72,04 %. припадає на орні землі, 5,54 %. — на перелоги, 14,65 %. — на пасовища та сінокоси, 5,94 %. — на багаторічні насадження.
Агропромисловий комплекс району складається із 86 агроформувань: 16 товариств з обмеженою відповідальністю, 12 приватних сільськогосподарських підприємств, одне закрите акціонерне товариство «Авангард», 4 дочірні підприємства, 2 відкритих акціонерних товариств та 58 фермерських господарств, які в основному забезпечують запити населення в сільськогосподарській продукції, реалізують державну аграрну політику. Крім того, в районі функціонують обслуговуючі підприємства агропромислового комплексу: ВАТ «Агропротехніка» та ВАТ «Сільгоспхімія».

## Транспортна інфраструктура
Залізнична інфраструктура області представленна пятьма станціями в с. Угринів, с. Ямниця, с-щі Єзупіль, с. Марківці, с. Павлівка Львівської залізниці. Залізниця не електрифікована і в переважній більшості одноколійна.
Територією району пролягають 8 шосейних автодоріг загальною протяжністю 795 км, у тому числі 84,5 км державного значення.
Траса Івано-Франківськ—Тисмениця вважається однією з найкращих в Івано-Франківській області з двома смугами руху в кожну сторону без роздільного бар'єру.
В районі діє 22 автостанції, 22 Станцій технічного обслуговування. 12 Автозаправних станцій розміщені поблизу м. Тисмениця, с. Угринів, с. Побережжя, с. Клубівці, с. Старі Кривотули, с. Черніїв, с. Майдан, с. Марківці, с. Чукалівка.

## Освіта
У районі функціонує 8 дошкільних закладів.
Мережа загальноосвітніх шкіл району складається із 43 шкіл, з них: 22 — І-ІІІ ступенів, 17 — І-ІІ ступенів та 4 школи І ступеня.

## Охорона здоров'я
Медичне обслуговування населення здійснюють Лисецька центральна районна лікарня, Тисменицька та Єзупільська міські лікарні, сім лікарських амбулаторій загальної практики-сімейної медицини і 38 фельдшерсько-акушерських пунктів.

## Цікаві природні об'єкти
Ландшафтний заказник загальнодержавного значення «Козакова Долина» площею в 953 га. знаходиться на території Дністровського лісництва. Мальовниче урочище цікаве скельними утвореннями та печерами карстового походження. Середньовікові дубово-букові насадження, багатий рослинний світ. Тут ростуть підсніжник звичайний, зозулині сльози серелисті, лілія лісова, любка дволиста, зозулині черевики справжні, ковила пірчаста, ковила волосиста та інші види, занесені до Червоної книги.
Комплексна пам'ятка природи місцевого значення «Вовчинецькі гори» площею в 30 га. знаходиться поблизу села Вовчинець біля Івано-Франківська. «Вовчинецькі гори» преставляють собою систему горбів з цікавими відслоненнями, вкритими розмаїтою лучно-степовою рослинністю. Серед рослинності трапляються цінні лікарські рослини, такі як шавлія лучна, первоцвіт весняний та ін., а також види рослин, які занесені до Червоної книги, зокрема — лілія лісова, пальчатокорінник травневий та ін.
Джерело мінеральних вод біля с. Посіч (урочище «Джерело Якова»), дендропарк «Дружба». Заповідні урочища: Рибне, Сілецьке.

## Культура
Роботу галузі забезпечують 46 клубних, 47 бібліотечних сільських та селищних закладів культури, Народний дім [Архівовано 18 квітня 2011 у Wayback Machine.] та центральна районна бібліотека у м. Тисмениця, 5 початкових мистецьких навчальних закладів і 5 музеїв.
В районі працює 29 колективів, які носять звання «народний аматорський», 3 колективи — «зразковий аматорський», є 5 початкових навчальних мистецьких закладів, де навчається 500 учнів.

### Пам'ятки історико-культурної спадщини
Народний музей історії м. Тисмениці
У селі Погоня знаходиться монастир Успіння Матері Божої чину Святого Василія Великого який є місце паломництва християн протягом багатьох століть. Згідно з історичними довідками, ця місцевість прославилася ще за часів Данила Галицького чудотворним об'явленням Матері Божої. В XVII ст. на цьому місці виник монастир. Проте він був знищений радянською владою. Навесні 2001 року віднайдено ікону, яку датують XVII ст. і вважають оригіналом чудотворного образу Погонянської Богоматері. Монастир Успіння Матері Божої чину Святого Василія Великого має статус відпустового місця рівня Гошева і Зарваниці
Духова Криниця (криниця Іоана Предтечі) і каплиця одне із священних для галичан місць, що знаходиться в урочищі Вишновець, на межі земель Єзуполя і Сільця. За віруваннями, що прийшли до нас із глибини століть, вода з цього джерела має цілющу силу. Численні перекази оповідають про чудеса зцілення незрячих. Щороку на Івана Купала біля Криниці Святого Духа відбуваються величні нічні відправи з молитвами.
Криївка в урочищі «Провал», с. Клубівці.
Меморіальна дошка на будинку Тисменицької музичної школи мистецтв філософу, політологу, педагогу, засновнику Скиту Манявського Йову Княгиницькому (1550 — 1621), вул. Липова, м. Тисмениця.
У Тисменицькому районі Івано-Франківської області на обліку перебуває 104 пам'ятки архітектури.

### Персоналії
- У Узин народився відомий мовознавець Ян Гануш (1858—1887 рр.),
- у Чернієві народився польський письменник вірменського походження Каєтан Абґарович (1856–1909), автор досліджень про Юрія Федьковича
- Йов (Княгиницький) (1550—1621) — письменник, видавець, церковний діяч, засновник Манявського Скиту;
- Памво Беринда (друга половина XVI ст.) — український поет, перекладач, лексикограф, гравер, автор першого друкованого українського словника;
- Юліан Целевич (1843—1892) — історик, етнограф, філософ;
- Кость Левицький (1859—1941) — історик, член уряду ЗУНР.
- У Тисмениці народилися батьки всесвітньовідомого психоаналітика Зиґмунда Фройда.